# مدیونا
مدیونا (به اسپانیایی: Mediona) یک منطقهٔ مسکونی در اسپانیا است که در آلت پندس واقع شده‌است. مدیونا ۴۷٫۶ کیلومتر مربع مساحت دارد.